# 宮城まり子
宮城 まり子（みやぎ まりこ、1927年〈昭和2年〉3月21日 - 2020年〈令和2年〉3月21日）は、歌手、女優、慈善活動家（福祉事業家）、映画監督。勲等は瑞宝小綬章（旧勲四等）。位階は従五位。本名は本目 眞理子（ほんめ まりこ）。

## 人物
人気女優であり、NHKの紅白歌合戦に8回も出場した人気歌手でありながら、芸能活動を事実上やめ、日本初の民間社会福祉施設である社会福祉法人ねむの木福祉会の理事長、静岡県掛川市にある学校法人ねむの木学園の理事長、ねむの木養護学校の校長、特別支援学校ねむの木の校長などを歴任した。
上皇明仁・上皇后美智子とは皇太子・皇太子妃時代から40年の親交があり、両者は度々ねむの木学園やねむの木学園の美術展を訪問して宮城まり子と対面し、非常に懇意だった。

## 来歴

### 生い立ち
東京府東京市蒲田区（現：東京都大田区）に2人姉弟の姉として生まれた。父親は町工場を経営、母親は静岡英和女学院から東京女子大学に進学した女性である。父親の仕事の関係で、小学校3年から大阪で育った。小学校5年の時、父親が事業で失敗し、母親が病死した。そのため小学校卒業と同時に、弟と共に吉本興業に入り、歌謡曲を歌うようになった。戦時中の1944年10月、宮城千鶴子の芸名で17歳で大阪花月劇場（吉本興業直営）にて初舞台を踏んだ。

### 歌手として
その後、自らの一座を率いて九州を巡業して終戦を迎えた。戦後の1948年、父親、弟の八郎と上京し、浅草の舞台に立った。翌年、菊田一夫の推薦で日劇の舞台に主役として迎えられた。1950年2月　テイチクから「なやましブギ」でデビューし、ポリドールを経て、ビクター移籍第二弾『あんたほんとに凄いわね』が初ヒットになった。そして、1953年、レコードで歌った『毒消しゃいらんかね』が流行し、一躍歌手としてその名が知れ渡った。1955年には、後のレコード大賞作詞家・宮川哲夫の手による『ガード下の靴みがき』も大ヒットした。その後も『納豆うりの唄』『てんてん娘』『夕刊小僧』などヒットを連発。弟八郎は宮城秀雄の名前で作曲家として活躍した。
NHK紅白歌合戦にも1954年の第5回から1958年の第9回までと、1960年の第11回から1962年の第13回までの計8回出場している（詳細は下記参照）。1958年、日本初のカラー長編アニメ映画『白蛇伝』で声優を務めた。その後、女優業に進出し、1958年、『12月のあいつ』で芸術祭賞、1959年、自らの半生を描いたエッセイ風の舞台『まり子自叙伝』でテアトロン賞を受賞した。『まり子自叙伝』はのちに、『まり子自叙伝 花咲く星座』に改題の上で、松林宗恵により映画化されている。

### 福祉事業家として
1968年、肢体不自由児（身体障害者）・孤児・拒食症（精神疾患者）などの救済・支援を行う日本初の民間（私立）社会福祉施設であるねむの木学園（入所者は10歳～70歳、職員数2人～最大180人）を1人だけで様々な苦労の末に3年かけて設立した。この頃より、タレント活動は事実上引退状態となった。1973年、吉川英治文化賞を受賞した。
1974年には記録映画『ねむの木の詩』を製作・監督し、第6回国際赤十字映画祭で銀メダル賞を受賞した。1976年には、『まんが世界昔ばなし』の声優として名古屋章とともに出演した。1977年には『ねむの木の詩がきこえる』を製作した。1979年、ねむの木養護学校を設立した。1975年と1981年に実施された近畿放送（KBS京都）のテレビ番組『宮城まり子のチャリティーテレソン』を通して身体障害者の社会参加を訴えた。これらが評価され、1979年に総理大臣表彰された。また、身体障害者に対する手描き友禅、合唱の指導なども行っている。なお、ねむの木学園設立時のエピソードは、1981年12月22日にテレビ朝日「ハウスこども劇場」枠において、『小さなラブレター まり子とねむの木の子供たち』としてアニメ化された。
芥川賞作家・吉行淳之介（女優・吉行和子の兄）と交際し、彼の死まで事実婚（内縁の妻、都内の互いの自宅で同居）の関係であった。また、同じく作家室生犀星にも可愛がられていた。
2007年3月、日本経済新聞『私の履歴書』に自伝を執筆した。
2011年1月、自宅で転倒し腰椎を骨折して入院。
2011年2月、ねむの木学園元職員と音楽家の朝比奈圭の2人が宮城まり子の銀行口座から現金約3100万円をだまし取ったとして、詐欺罪で逮捕された。朝比奈らは起訴され、9月、東京地方裁判所からそれぞれ懲役2年、懲役4年6月の有罪判決を受けた。ねむの木学園や宮城まり子の個人口座から計約5億円が引き出されたという。2012年2月16日、東京高裁は一審判決を破棄して罪を軽くし、朝比奈圭に懲役4年の有罪判決を言い渡した（ねむの木学園元職員は実刑確定）。
2012年、瑞宝小綬章を受章した。同年11月、銀座ヤマハホールでシャンソンを歌い、歌手活動を30年ぶりに再開した。
2020年3月21日午前6時55分、悪性リンパ腫のため東京都内の病院で死去。93歳没。生没同日だった。同月27日、学園長を務める「ねむの木学園」にて子どもたちと教職員のみが参列する学園葬が営まれた。同年5月26日、従五位に叙された。

## 歌（主な楽曲）
- 毒消しゃいらんかね
- ガード下の靴みがき
- 夕刊小僧
- さいざんす・マンボ  (トニー谷とのデュエット)
- ジャワの焼鳥売り
- 東京やんちゃ娘
- 恋は陽気にスイングで
- 少年ジェット主題歌　ビクター児童合唱団と
- 手のひらを太陽に（NHK「みんなのうた」）
- ウバ・ウバ・ウキャキャ
- 夢をみたの
- 私を呼ぶのは誰
- めもわーる
- ママ!ひみつだよ
- 天使がとおる
- 屑屋の歌
- まり太郎の歌
- ドレミの唄

## 舞台（演劇）
- 大阪の実業家・小林一三が大阪府（梅田）と東京都に造った“２つのコマ劇場”の１つである東京都新宿区歌舞伎町にあった新宿コマ劇場を中心に、舞台女優として活躍した。

## 映画
- てんてん娘・二部作（1956年） - てんてん娘役
- チョップ先生（1956年、東映）- キャバレー歌手役
- オンボロ人生（1958年） - マリ子役
- 弥次㐂夛道中記（1958年） - おまり役
- 太鼓たゝいて笛吹いて（1958年） - おけい役
- 白蛇伝 （1958年）- 白娘の声役、その他
- グラマ島の誘惑（1959年） - 名護あい役
- まり子自叙伝 花咲く星座（1959年） - 本田まり子役
- 黒い十人の女（1961年） - 三岸三輪子役
- ちんじゃらじゃら物語（1962年） - 蝶子役
- 続・拝啓天皇陛下様（1964年）- 恵子役
- アンデルセン童話 にんぎょ姫（1975年）- フリッツ役
- はだしのゲン 涙の爆発（1977年） - 中岡君江役
- 世界名作童話 おやゆび姫（1978年） - ブンブー役[15]

以下はねむの木学園の記録映画シリーズ。いずれも監督・製作総指揮・作詞・作曲・撮影・本人役での主演を手掛けた。
- ねむの木の詩（1974年）
- ねむの木の詩がきこえる（1977年）
- 虹をかける子どもたち（1980年）
- ハローキッズ!がんばれ子どもたち（1986年）

## テレビ番組
- まんが世界昔ばなし（TBS） - 声優とオープニング・エンディングテーマを担当
- てんてん娘（KRT） - 主演
- まりっぺ先生（日本テレビ） - 主演
- 剣豪 第1話「武蔵に勝った強い奴」（NET）
- 繭子ひとり（NHK、連続テレビ小説） - 大西先生
- 世界わが心の旅（ウィーン）（NHK）
- NEXT 未来のために 「私の“子どもたち”へ 宮城まり子88歳のメッセージ」（2015年11月25日、NHK総合）

## ラジオ
- 2014年1月:「私の子供たちと共に生きる」(NHK)
- 2020年12月23日・12月24日: 同年３月に死去した宮城まり子を追悼した、「私の子供たちと共に生きる」(NHK)の再放送
- 『宮城まり子のスケッチブック』（TBSラジオ）
- 『宮城まり子の人の暦 風の暦』（TBSラジオ）
- 『おはようパーソナリティ宮城まり子です』（朝日放送ラジオ　1972年9月 - 1973年8月） - 金木賢一と

### ラジオドラマ
- 新しい人よ眼ざめよ（1985年1月15日、NHK-FM） - 音楽劇の先生

## 著作
- 『てんてんのらくがき』明玄書房、1957年7月10日。
- 『まり子の社会見学』中央公論社、1960年5月25日。
- 『まり子のテレソン』三笠書房、1975年12月15日。
- 『戦仕度の日々 : ねむの木の子どもたちと』日本放送出版協会、1981年4月20日。
- 『なにかが生まれる日 : ねむの木とまり子』日本放送出版協会、1986年8月20日。
- ともだち ねむの木 そして私
- ねむの木のこどもたち
- としみつ
- ねむの木の詩

## 監督作
- ねむの木の詩（1974年）
- ねむの木の詩がきこえる（1977年）
- HELLO KIDS!がんばれ子どもたち（1986年）

## NHK紅白歌合戦出場歴
| 年度/放送回 | 曲目               | 対戦相手 | 備考 |
| --- | ------------------ | -------- | ---- |
| 1954年（昭和29年）/第5回 | 毒消しゃいらんかね | 岡本敦郎 |      |
| 1955年（昭和30年）/第6回 | ガード下の靴みがき | 岡本敦郎 |      |
| 1956年（昭和31年）/第7回 | 屑屋の歌           | 春日八郎 |      |
| 1957年（昭和32年）/第8回 | 納豆うりの唄       | 高田浩吉 |      |
| 1958年（昭和33年）/第9回 | ジャワの焼鳥売り   | 高田浩吉 |      |
| 1960年（昭和35年）/第11回 | 陽気な水兵さん     | 藤島桓夫 |      |
| 1961年（昭和36年）/第12回 | まり太郎の歌       | 春日八郎 |      |
| 1962年（昭和37年）/第13回 | ドレミの歌         | 守屋浩   |      |
| - このうち、第5回・第6回・第7回・第8回・第9回はラジオ中継による歌声が現存する。 - 第6回と第9回は宮城の歌唱中の写真も現存する。 - 第5回での宮城の歌声は、2004年にNHKラジオ第1の番組内で紹介されている。 |                    |          |      |

## NHKみんなのうた出演歴
| 初放送 | タイトル             | コーラス           | 再放送                                                                      |
| --- | -------------------- | ------------------ | --------------------------------------------------------------------------- |
| 1962年（昭和37年）2月 - 3月 | 手のひらを太陽に     | ビクター少年合唱隊 | 2013年（平成25年）2月 - 3月 2021年（令和3年）2月 2022年（令和4年）8月 - 9月 |
| 1963年（昭和38年）6月 - 7月 | ひとりぼっちの羊飼い | （なし）           | （なし）                                                                    |
| - 『手のひらを太陽に』の再放送は全てラジオのみだが、1981年（昭和56年）9月23日に放送された『みんなのうた20年』では、一部ではあるが映像付きで放送された。 |                      |                    |                                                                             |

## 賞歴
- 1958年：「12月のあいつ」により芸術祭賞
- 1959年：「まり子自叙伝」により第4回テアトロン賞
- 1973年：第7回吉川英治文化賞
- 1977年：第6回日本映画ペンクラブ賞（映画「ねむの木の詩」「ねむの木の詩がきこえる」の制作・監督）[18]
- 1989年：CD「ねむの木」および劇団「虹」により芸術祭賞
- 1991年：辻村教育賞、エイボン女性大賞
- 1992年：第1回ペスタロッチー教育賞（主催：広島大学大学院教育学研究科）
- 1993年：東京都文化賞
- 1994年：博報堂教育特別賞・文部大臣奨励賞
- 1996年：高木賞（主催：日本肢体不自由児協会）
- 2000年：第5回尾崎行雄咢堂賞、第13回静岡県都市景観賞最優秀賞（静岡県知事賞）
- 2004年：第13回石井十次賞

## 栄典
- 2004年：東京都名誉都民
- 2012年：瑞宝小綬章

## 関連施設
以下の施設は、いずれも静岡県掛川市にある。
- ねむの木のどかな家
- 森の喫茶店MARIKO
- がらすやさん
- 雑貨屋さん
- 毛糸やさん
- 地域交流インフォメーションセンター
- 吉行淳之介文学館
- ねむの木こども美術館